# یواس‌سی‌جی‌سی استراتن (دبلیوام‌اس‌ال-۷۵۲)
یواس‌سی‌جی‌سی استراتن (دبلیوام‌اس‌ال-۷۵۲) (به انگلیسی: USCGC Stratton (WMSL-752)) یک کشتی است که طول آن ۴۱۸ فوت (۱۲۷ متر) و ارتفاع آن ۱۴۰ فوت (۴۳ متر) می‌باشد.